# Вів'єн (Луїзіана)
Вів'єн (англ. Vivian) — місто (англ. town) в США, в окрузі Каддо штату Луїзіана. Населення — 3073 особи (2020).

## Географія
Вів'єн розташований за координатами 32°52′17″ пн. ш. 93°59′11″ зх. д. / 32.87139° пн. ш. 93.98639° зх. д. (32.871408, -93.986286).  За даними Бюро перепису населення США в 2010 році місто мало площу 14,25 км², уся площа — суходіл.

## Демографія
Згідно з переписом 2010 року, у місті мешкала 3671 особа в 1504 домогосподарствах у складі 930 родин. Густота населення становила 258 осіб/км².  Було 1720 помешкань (121/км²).
Расовий склад населення:
| - 55,8 % — білих - 41,4 % — чорних або афроамериканців - 0,7 % — корінних американців - 0,5 % — азіатів |

До двох чи більше рас належало 1,2 %. Частка іспаномовних становила 1,4 % від усіх жителів.
За віковим діапазоном населення розподілялося таким чином: 26,9 % — особи молодші 18 років, 56,8 % — особи у віці 18—64 років, 16,3 % — особи у віці 65 років та старші. Медіана віку мешканця становила 36,3 року. На 100 осіб жіночої статі у місті припадало 86,7 чоловіків;  на 100 жінок у віці від 18 років та старших — 81,0 чоловіків також старших 18 років.
Середній дохід на одне домашнє господарство  становив 35 961 долар США (медіана — 25 232), а середній дохід на одну сім'ю — 43 231 долар (медіана — 32 574). За межею бідності перебувало 28,1 % осіб, у тому числі 41,2 % дітей у віці до 18 років та 23,9 % осіб у віці 65 років та старших.
Цивільне працевлаштоване населення становило 1250 осіб. Основні галузі зайнятості: освіта, охорона здоров'я та соціальна допомога — 21,3 %, мистецтво, розваги та відпочинок — 15,4 %, роздрібна торгівля — 14,5 %, виробництво — 14,1 %.